# Kościół św. Wojciecha w Ostrołęce
Kościół pw. św. Wojciecha w Ostrołęce – parafialny kościół rzymskokatolicki zbudowany w roku 1890. Pierwotnie była to cerkiew prawosławna, wybudowana na terenie ówczesnych koszar rosyjskich w Ostrołęce. Kościół znajduje się w dzielnicy przemysłowej Ostrołęki – Wojciechowicach. Wpisany do rejestru zabytków pod nr A-583 z dn. 17.11.1986 r.

## Historia
Początki kościoła sięgają roku 1888, kiedy to w Ostrołęce (konkretnie Wojciechowicach – dzielnicy miasta) stacjonowały wojska rosyjskie. To właśnie dla tych żołnierzy w 1890 r. została wybudowana cerkiew pw. św. Piotra i św. Pawła. Po opuszczeniu przez Rosjan Ostrołęki w roku 1915 cerkiew została przemieniona na zbór protestancki. W czasie I wojny światowej kościół służył Niemcom za magazyn wojskowy.
Pod koniec wojny, 26 maja 1918 r. ze Lwowa do Ostrołęki przybył 5 Pułk Ułanów Zasławskich. Decyzją dowództwa Pułku cerkiew została adaptowana na kościół rzymskokatolicki. W okresie międzywojennym był to kościół garnizonowy, a w czasie okupacji ponownie wykorzystywany był przez Niemców jako magazyn wojskowy. Po zakończeniu II wojny światowej, aż do roku 1957 kościół był zamknięty. W latach 1958–1961 staraniem ks. J. Kaczyńskiego budynek kościoła został wyremontowany i dobudowano dwie zakrystie.
W 1975 r. do Ostrołęki przybyli Pallotyni. To właśnie Stowarzyszeniu Apostolstwa Katolickiego powierzone zostało duszpasterstwo przy kościele św. Wojciecha. Dzięki staraniom pallotynów w 1985 r. kościół został ponownie rozbudowany.